# Megan Clark
Megan Elizabeth Clark es una geóloga australiana y ejecutiva de negocios, exdirectora del CSIRO y directora de la Agencia Espacial Australiana.

## Biografía
Se educó en el Presbyterian Ladies 'College. Clark recibió un BSc (Hons) en Geología Económica en la Universidad de Australia Occidental en 1981, y un Doctorado en Geología Económica en la Queen's University, Kingston, Ontario en 1987.
Comenzó su carrera como geóloga de minas y posteriormente trabajó en exploración minera, geología minera, gestión de I + D, capital de riesgo y áreas de estrategia técnica con Western Mining Corporation. Clark también trabajó en un fondo de riesgo corporativo con Advent International en Boston. 
Fue entonces directora de N M Rothschild & Sons (Australia) y fue vicepresidenta de Tecnología y, posteriormente, vicepresidenta de Salud, Seguridad, Medio Ambiente, Comunidad y Sostenibilidad con BHP Billiton de 2003 a 2008. 
Fue miembro del Consejo de Ciencia, Ingeniería e Innovación del Primer Ministro, así como del Grupo de Trabajo sobre Manufactura del Primer Ministro. También es comisionada de la Comisión de Agricultura Sostenible y Cambio Climático, miembro de la Academia Australiana de Ciencias e Ingeniería Tecnológicas y miembro del Instituto Australiano de Directores de Empresas. 
En 2009 fue nombrada directora ejecutiva de la Organización de Investigación Científica e Industrial de la Commonwealth (CSIRO), convirtiéndola en su primera jefa ejecutiva. Bajo su liderazgo, CSIRO fue acreditado por una serie de nuevas empresas, incluida la investigación inalámbrica.
Desde 2014, ha sido directora no ejecutiva de Río Tinto Limited. Como miembro de la junta de Río Tinto, comenzó a servir como presidenta del Comité de Sostenibilidad en mayo de 2016, y se convirtió en miembro del Comité de Remuneraciones con efecto desde el 1 de mayo de 2016. 
El 14 de mayo de 2018, se anunció que encabezaría la Agencia Espacial Australiana, después de dirigir la revisión de 2017 sobre las capacidades espaciales de Australia.
En la Lista de Honores del Cumpleaños de la Reina 2014, fue nombrado Compañero de la Orden de Australia (AC), por "servicio eminente a la investigación y el desarrollo científico a través del fomento de la innovación, a la administración de la ciencia a través de roles de liderazgo estratégico y al desarrollo de políticas públicas para las ciencias tecnológicas ".
Está casada con Trent Hutchinson, quien también se graduó en la Universidad de Queens.